# Orika oja
Orika oja är ett vattendrag i landskapet Viljandimaa i södra Estland. Ån är 14 km lång och är ett biflöde till Raudna jõgi som i sin tur är ett biflöde till Pärnu. 